# La Régate
Pour plus de détails, voir Fiche technique et Distribution.
La Régate est un film franco-luxo-belge réalisé par Bernard Bellefroid, présenté au Festival international du film francophone de Namur le 7 octobre 2009 et sorti en salles en février 2010.

## Synopsis
Alexandre est un adolescent taciturne de 16 ans qui vit seul avec son père à Namur. Leurs relations sont ambivalentes, le père, violent et imprévisible, ne supporte pas le regard de son fils qui lui reproche de vivre comme un raté, employé sans avenir dans un supermarché. Alexandre se réfugie dans la pratique de l'aviron, sport dans lequel il obtient de bons résultats en compétition, bien que son père ne l'encourage qu'à contre-cœur, ayant même mis en péril sa progression sportive en le blessant à la jambe lors d'une correction. Alexandre n'a parfois d'autre solution que de s'enfuir du foyer familial pour échapper à la violence de son père.
Au club d'aviron, Alexandre recherche le soutien de son entraineur, Sergi, qui ne connait pas les difficultés familiales du jeune garçon. Pablo, un nouveau jeune arrivant dans le club perturbe encore plus Alexandre qui dans un premier temps le rejette et le jalouse. Sergi arrive pourtant à les faire s'apprécier en rusant et les met ensemble sur la compétition en double où ils finissent par remporter la victoire aux championnats de Belgique.

## Fiche technique
- Titre original : La Régate
- Réalisation : Bernard Bellefroid
- Scénario : Bernard Bellefroid, avec la collaboration de David Lambert
- Directeur de la photographie : Alain Marcoen et Hichame Alaouié
- Son : Quentin Jacques, Ingrid Ralet et Philippe Baudhuin
- Musique originale : Claudine Muno and the Luna Boots
- Montage : Yannick Leroy
- Décors : Véronique Sacrez
- Costumes : Magdalena Labuz
- Production :
  - Direction de production : Brigitte Kerger et Benoît Giorgini
  - Production exécutive France : Serge Zeitoun
  - Produit par : Patrick Quinet et Claude Waringo
  - Coproduction : RTBF et Belgacom
  - Participation : Fonds National de Soutien à la Production Audiovisuelle du Grand-Duché de Luxembourg, TPS Star, CinéCinéma, la Région wallonne
  - Aide : Centre du Cinéma et de l'Audiovisuel de la Communauté française de Belgique et des Télédistributeurs wallons
  - Soutien : Eurimages, Taxshelter.be, Tax shelter ING invest, Tax shelter Productions, Programme Média de la Communauté Européenne
  - Association : Cofinova 5 et Coficup 3 (un fonds Backup films)
- Vente étranger : Pyramide International
- Format : couleur - CinemaScope - 35mm - Son Dolby SRD
- Durée : 91 minutes
- Distribution :
  -  France : Pyramide Distribution
  -  Belgique : Cinéart
  -  Luxembourg : Samsa Films
- Dates de sortie :
  -  Belgique : 7 octobre 2009 (Festival international du film francophone de Namur)[1]
  -  France : 26 janvier 2010 (Festival Premiers Plans d'Angers)[2]
  -  France : 17 février 2010 en salles
  -  Belgique : 24 février 2010 en salles
  -  Luxembourg : 26 février 2010 en salles

## Distribution
- Joffrey Verbruggen : Alexandre, 15 ans
- Thierry Hancisse : Thierry, le père d'Alexandre
- Sergi López : Sergi, l'entraîneur d'aviron
- Pénélope-Rose Lévèque : Murielle, la petite amie d'Alexandre
- David Murgia : Pablo, l'autre adolescent entraîné par Sergi
- Hervé Sogne : Francis, le patron de Thierry au supermarché
- Stéphanie Blanchoud : Læticia, la demi-sœur d'Alexandre

## Tournage
Le film a été essentiellement tourné dans les environs de Namur, notamment sur la Meuse à Wépion et à la clinique et maternité Sainte-Élisabeth.

## Distinctions
- 2011 : Prix du Jury Adultes au Festival les Enfants du Cinéma (Ardennes)
- 2011 : Meilleur espoir masculin au Magritte du cinéma